# Solomon King
Solomon King, geboren als Allen V. Levy, (Lexington, 13 augustus 1931 - Norman, 21 januari 2005), was een Amerikaanse zanger uit de jaren 1960 en 1970.

## Jeugd
Als tiener bezocht hij het Cincinnati Conservatory of Music en kreeg een studiebeurs aangeboden door Jan Peerce om Cantatorial Music te studeren.

## Carrière
Hij zong voor de eerste keer professioneel in 1952. Onder zijn eerste pseudoniem Randy Leeds verkochten zijn singles, waaronder I'm Gonna Live Till I Die, niet. King was de eerste blanke zanger die op tournee ging met Billie Holiday, evenals zijn werk met Elvis Presleys achtergrondgroep The Jordanaires, die hij gebruikte als zijn eigen achtergrondgroep, toen hij de eerste versie opnam van She Wears My Ring in Nashville.
Kings hitsucces in het Verenigd Koninkrijk begon met She Wears My Ring, die daar in 1968 een top 3-hit werd en ook een hit in veertig andere landen. Alleen in de Verenigde Staten werd de Billboard Hot 100 niet bereikt. De song was gebaseerd op La Golondrina van de Mexicaanse componist Narciso Serradel Sevilla en werd geschreven door het Nashville-echtpaar Boudleaux en Felice Bryant. Ook Wenn We Were Young (1968), geschreven door het songwriter-duo Les Reed en Barry Mason, bereikte een 21e plaats in de Britse hitlijst. In 1972 publiceerde hij de single When You've Gotta Go, geschreven door Lynsey de Paul en Ron Roker, bij Polydor Records. De song werd gecoverd door Ricki diSono. 
Door zijn lengte (2 m) weigerden sommige tv-interviewers hem in hun show, tenzij hij ging zitten. King ging door met zingen in clubs in de Verenigde Staten, na zijn comeback in 1980.

## Privéleven en overlijden
King trouwde in 1960 met de Canadese journaliste Henny Lowy en ze woonden 20 jaar lang in Bolton en hadden samen vier kinderen. Na de scheiding in 1980 ging hij terug naar de Verenigde Staten, waar hij nog twee keer trouwde. King overleed op 21 januari 2005 op 73-jarige leeftijd in Norman aan de gevolgen van kanker.
- Library of Congress Control Number: n92086775
- MusicBrainz: 5e82b1cc-7cae-42ea-aacf-5d03beb70139
- Virtual International Authority File: 48426535
- WorldCat: E39PBJfmmCjYjG7cCbGp8wC4v3